# Казе ди Пјетро (Пескара)
Казе ди Пјетро (итал. Case di Pietro) је насеље у Италији у округу Пескара, региону Абруцо.
Према процени из 2011. у насељу је живело 76 становника. Насеље се налази на надморској висини од 118 м.